# Rueland Frueauf der Jüngere

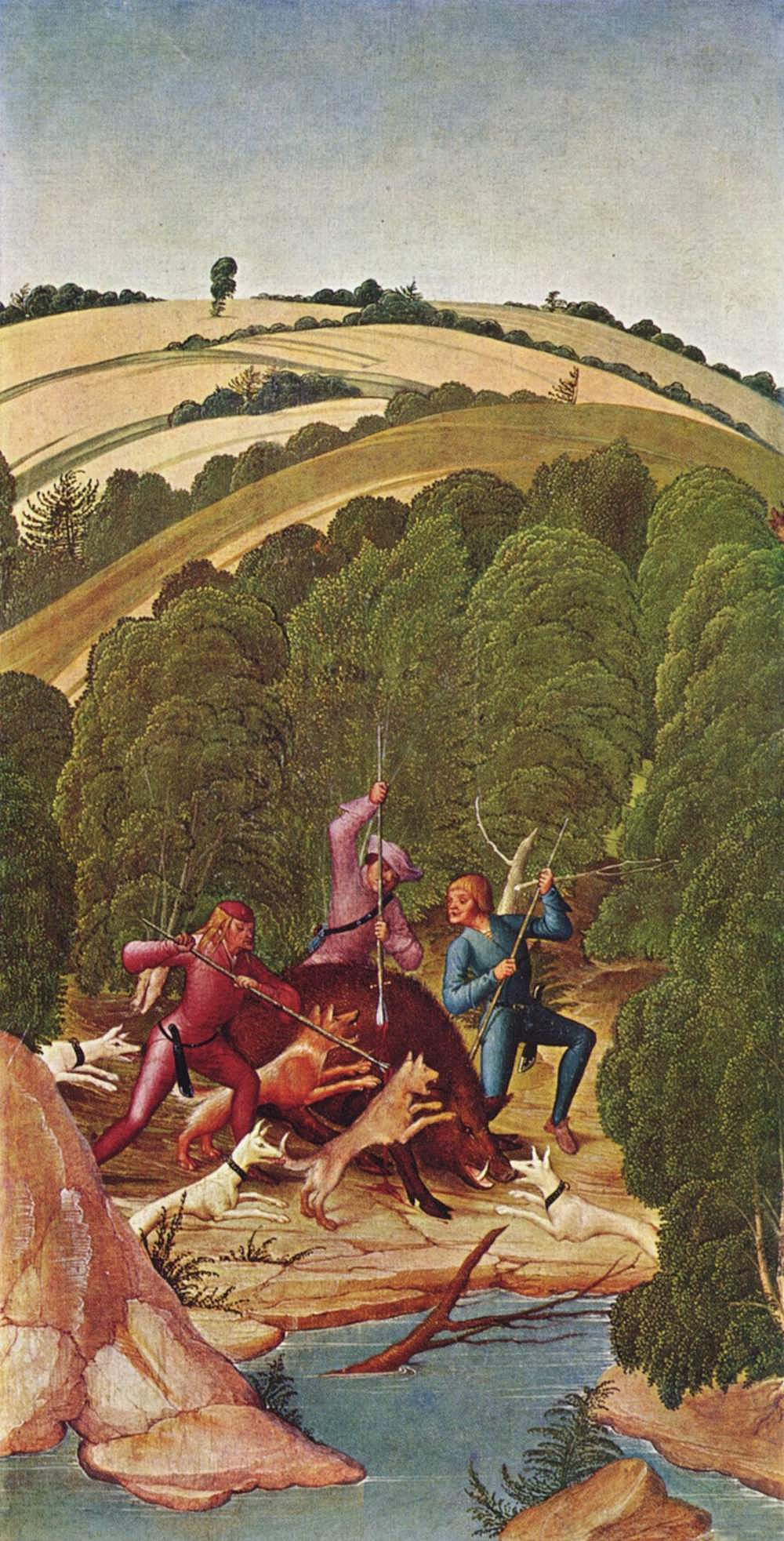
„Sauhatz“ (Wildschweinjagd)

Rueland Frueauf der Jüngere (* um 1470 in Salzburg oder Passau; † 1547 in ebenda) war ein Maler am Übergang von der Gotik zur Renaissance, einer der Wegbereiter der Donauschule und Ratsherr in Passau.

## Leben
Frueauf war ein Sohn Rueland Frueauf des Älteren, der aus Salzburg stammte und vermutlich seit 1471 in Passau tätig war. Wahrscheinlich wurde er um 1470 oder bald danach bis gegen 1475 in Salzburg geboren, da der Name seines Vaters im Jahrzehnt zwischen 1470 und 1480 fortlaufend in den Rechnungsbüchern des Stiftes St. Peter in Salzburg aufscheint. 1480 dürfte er nach Passau gekommen sein, damals erwarb sein Vater dort das Bürgerrecht, und fortan scheint er mit der Kunst und der Werkstatt seines Vaters eng verbunden zu sein. Ein frühes Werk ist das Kreuzigungsbild "mit Gedräng" von 1496, für das Stift Klosterneuburg, welches noch der Gotik verpflichtet ist. 
Von da an dürfte er seinen eigenen Weg gegangen sein, denn durch seine Ehe mit Dorothea, der Witwe des Verstorbenen Wolfgang Stahl, erwarb er Bürgerrecht und Gut Oed (Urkunde vom 11. Februar 1497). Eine Serie von 1499 die von der niederländischen Malerei beeinflusst scheint zeigt einen deutlich anderen Charakter. Sein Vater wurde ab 1498 als der Ältere bezeichnet, also etwa zu der Zeit als sein Sohn an Bedeutung gewann. In Urkunden findet sich der Namenszusatz der Jüngere erstmalig im Jahr 1505. Er hatte mindestens noch zwei weitere Brüder.
Wolfgang Maria Schmid schrieb über ihn:

„Schon 1498 wirkt neben dem älteren Rueland Frueauf dessen gleichnamiger Sohn, der bald nach 1470 geboren sein muß. Vom jüngeren R. Frueauf stammen die Bilder der Johannis- und Leopoldlegende 1501, dann eine Kreuzigung in Klosterneuburg und das Bild des hl. Leopold 1508 ebendort. […] Nahe stehen ihm noch die Tafeln einer Wolfganglegende im Germ. Museum in Nürnberg, und noch manches wird ihm zuzuschreiben sein, da er als Passauer Ratsherr noch 1545 lebte.“

Schmid setzte den Maler mit dem „Meister R. F. von Klosterneuburg“ gleich. Fast alle erhaltenen Werke befinden sich im Museum des Stifts Klosterneuburg. Der „Meister Rueland von Klosterneuburg“ wurde zunächst als Wolfgang Rueland angenommen, später als „Meister R. F. der Wiener Galerie“ identifiziert (Rueland Frueauf d. A.) und letztlich wurden diese Werke aufgrund stilistischer Unterschiede dem Jüngeren zugeschrieben. In Form und Farbgebung weisen die Werke von Vater und Sohn Gemeinsamkeiten auf, die Bilder Frueauf des Jüngeren zeigen jedoch in der Landschafts- und Architekturdarstellung deutliche Unterschiede. Seine stimmungsbetonte Darstellung hat ihr Vorbild in den Niederlanden, seine Art, eher kleinere menschliche Figuren in eine größere Naturszene einzubetten, führt auf den sogenannten Donaustil hin.
Frueauf d. J. war mit Dorothea (geborene Blüml, oder Bluemel), einer Schwester des Baumeisters Georg Blüml verheiratet, wodurch er sich das Passauer Bürgerrecht erwarb.

## Werke (Auswahl)

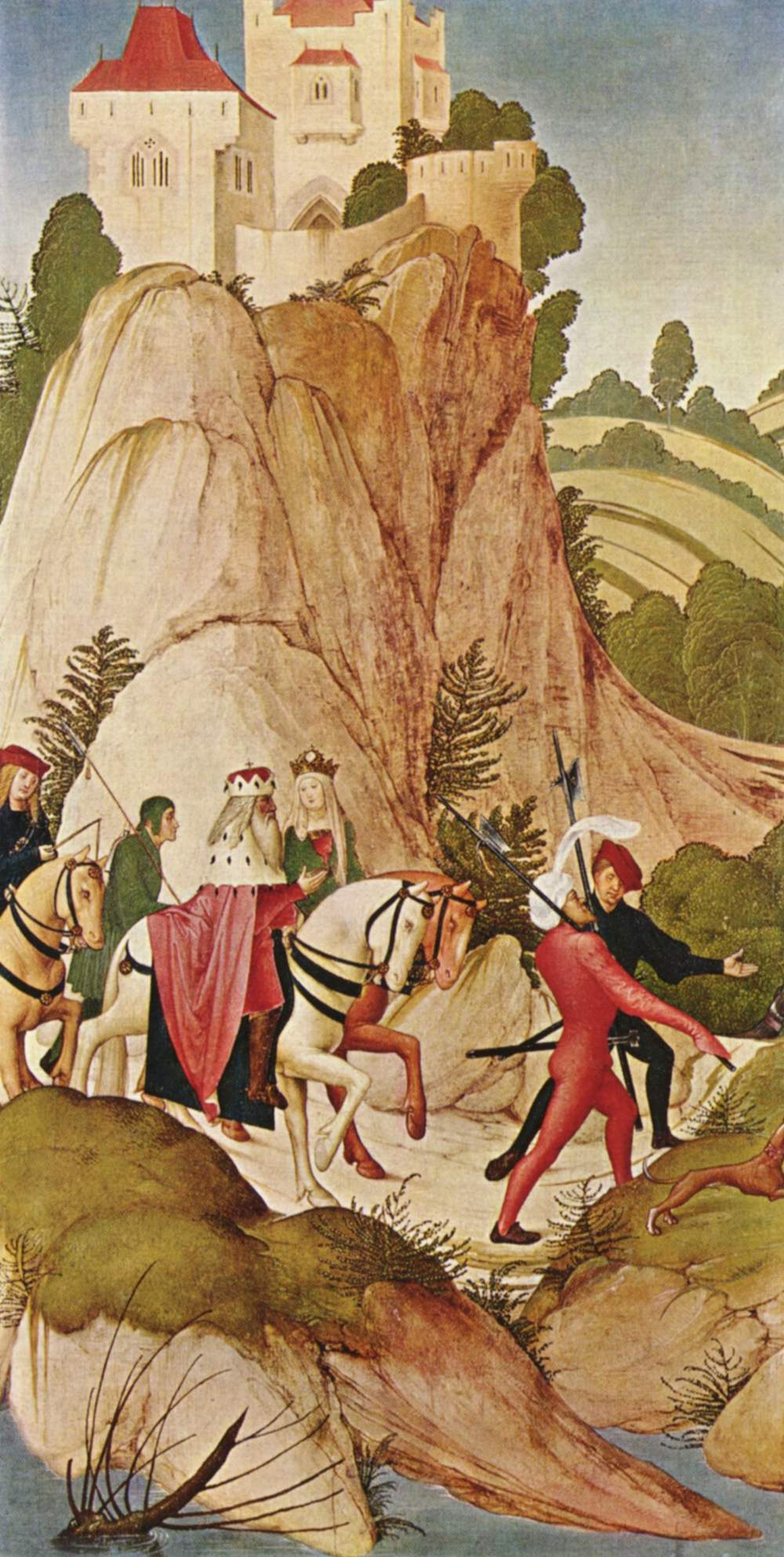
Ausritt des Hl. Leopold

Das gesamte Werk Rueland Frueauf d. J., mit Ausnahme einer Bildtafel, sind mit dem Stift Klosterneuburg in Zusammenhang. Er dürfte so etwas wie ein Hausmaler gewesen sein, vergleichbar den Hofmalern von Adeligen.
Zu seinen bekanntesten Werken, zugleich eines der bedeutendsten des frühen 16. Jahrhunderts, gehört der so genannte Leopoldzyklus. Eine Serie von vier Bildern, die ursprünglich vermutlich die Flügel eines Altars bildeten. Anlass für die Schaffung des Werkes war die Translationsfeier des Markgrafen, die am 15. Februar 1506 in festlicher Form begangen wurde.
In der Sammlung des Stifts Klosterneuburg befand sich eine Folge von 12 Tafeln, die in 3 Zyklen zu je 4 Bildern angeordnet waren:
1. Passionsbilder
2. Darstellungen aus der Johanneslegende
3. Szenen aus der Geschichte der Gründung des Klosters (Leopoldslegende)

Diese waren mit dem Monogramm R. F. versehen, die Gefangennahme des Täufers trug die Bezeichnung „Rueland“ und beim 3. Zyklus war die Jahreszahl 1501 angegeben. Ebenfalls in Klosterneuburg war ein großes Bildnis, das Leopold den Heiligen zeigte und das gleiche Monogramm sowie als Datierung 1507 aufwies, es befand sich in der Privatkapelle des Prälaten.

## Ausstellungen (Auswahl)
- Der Heilige Leopold, Landesfürst und Staatssymbol Niederösterreichische Landesausstellung im Stift Klosterneuburg vom 30. März bis 3. November 1985[6]